# Стремя (герб)
Стремя (пол. Strzemię, др. назв.: Larysza, Lawszow, Ławszowa, Strepa, Strzemieniowie, Strzemieńczyk, Zarosie, Zarosze, Zaroszyc, Zaroże) — родовой польско-литвинский шляхетский герб.

## Описание герба
В щите, имеющем красное поле, изображено золотое стремя. Щит увенчан дворянским шлемом с дворянской короной на нём, и пятью страусовыми перьями поверх короны, исходящими из неё. Намёт на щите — красный, с золотой подложкой.

## История герба
Герб известен с конца X века. Начало этого герба относят ко времени Болеслава Храброго. Первое письменное упоминание о нём датируется 1330 годом.

## Польско-литвинские роды приписанные к гербу
Баторские (Batorski), из Белжица (z Belzyc), Блоньские (Blonski), Бодзента (Bodzeta), Боянецкие (Bojanecki), Борковские (Borkowski), Божидаровичи (Bozydarowicz), графы и дворяне Бржостовские (Brzostowski, Brostowski), Бухцицкие (Buchcicki), Бучинские (Buczynski), Булатовичи (Bulatowicz), Буржинские (Burzynski), Бущинские (Buszczynski), Хвалибуги (Хвалибоги, Chwalibog), Хохловы (Hohlovi), Клемп (Clap), Чержавские (Czerzawski), Чижовские (Czyzowski), Донаты (Donat), Дзенгель (Dziegiel), Гарлицкие (Garlicki), Гезовские (Gezowski), Голковские (Golkowski), Грабинские (Grabinski), Гржива (Grzywa), Янишевские (Janiszewski, Janiszewski v. Janiszowski), Янишовские (Janiszowski), Яновские (Janowski), Ежовские (Jezowski), Юрчинские (Jurczynski), Каниа (Kania), Капуста (Kapusta), Карбинские (Karbinski), Кавалеч (Kawalecz), Киянские (Kijanski), Клемб (Klab), Клеченские (Kleczenski), Клечковские (Kleczkowski), Клечинские (Kleczynski), Клемповские (Klempowski), Кочановские (Koczanoski, Koczanowski), Конва (Konwa), Корженские (Korzenski), Крулевские (Krolewski), Кротош (Krotosz), Кулевские (Kulewski), Куровские (Kurowski), Лаета (Laeta), Ленчевские (Линчевские, Lenczewski, Linczewski), Ленчовские (Lenczowski), Ланцуцкие (Lancucki), Лонцкие (Lacki), Лысовецкие (Lysowiecki), Маршинские (Marszynski), Новокунские (Nowokunski), Паплонские (Paplonski, Paplonski Wilbultowicz), Печковские (Pieczkowski), Пержхала (Pierzchala), Подолецкие (Podolecki), Поланецкие (Polaniecki), Пржибиславские (Przybyslawski), Пржитковские (Przytkowski), Пташек (Ptaszek), Рембовские (Rebowski), Рогоз (Rogoz), Рудницкие (Rudnicki), Салевские (Saliewski), Сляские (Slaski), Соболевские (Sobolewski), Сокол (Sokol), Срочинские (Sroczynski), Страшовские (Straszowski), Стрепа (Strepa), Стройковские (Strojkowski, Stroinowski), Стройновские (Strojnowski, Stroynowski), Стржемечные (Strzemieczny), Стржемени (Strzemie, Strzemien), Стржеминские (Strzeminski), Суликовские (Sulikowski), Суловские (Sulowski), Свябороские (Swiaboroski), Снежек (Sniezek), Свяцкие (Swiacki), Свяборовские (Свеборовские, Swiaborowski, Swieborowski), Свебовские (Swiebowski), Шалевские (Szalewski), Ташицкие (Taszycki), Тржецяк (Trzeciak), Тржецеские (Trzecieski), Тышецкие (Tyszecki), Унешовские (Unieszowski), Велепольские (Wielopolski), Войничи (Wojnicz), Волковские (Wolkowski), Войнецкие, Войницкие (Wojnecki), Войнаровские (Woynarowski), Врублевские (Wroblowski), Вржосовские (Wrzosowski), Всцеклица (Wscieklica), Всеборовские (Wsieboroski, Wsieborowski), Всоловские (Wsolowski), Вшеборские (Wszeborski), Высоцкие (Wysocki), Заборовские (Zaborowski), Загуровские (Загоровские, Zagorowski), Зассовские (Zassowski), Збылитовские (Zbylitowski), Здульские (Zdulski), Зембоцкие (Zembocki), Зглобицкие (Zglobicki), Зозулинские (Zozuliński).
Стржеме изм.
Рудницкие (Rudnicki).